# 인천광역시 특수구조단
인천광역시 특수구조단(仁川廣域市 特殊求助團)은 인천광역시를 관할하는 인천광역시 소방본부 산하의 특수구조단이다.
특수구조단장은 소방정으로 보한다.

## 항공장비
자체 식별번호는 IC(Incheon)를 사용한다.

### 운용중
- 벨 230 1기 (HL9408)[4]: 1995년 배치[1]
- AW139 1기 (HL9277)[4]: 2013년 배치[5]

## 논란
1999년 3월 29일에 인천국제공항 공사를 시찰하기 나온 김기재 행정자치부 장관 일행의 수송을 이유로 공사 현장에서 뇌출혈을 일으킨 환자의 이송을 1시간 지연시켰다. 김 장관은 "환자가 있었던 것은 몰랐다"면서 "환자 이송을 먼저 하지 않은 이유에 대해서는 진상조사를 진행하겠다"고 말했다.

## 같이 보기
- 대한민국 소방청
- 대한민국의 소방
- 소방관 계급